# Чемпіонат України з футболу серед аматорів 2016
Чемпіонат України з футболу серед аматорів 2016 — 20-ий чемпіонат України серед аматорів. Розпочався 16 квітня 2016 року.

## Учасники та регламент змагань
У першій частині 24 команди, розділені на 6 груп по 4 команди за територіальним принципом, грають кожна з кожною за коловою системою у два кола (вдома, виїзд).
З кожної з груп до другої частини групового етапу виходять команди, які посядуть 1-ші місця (з урахуванням очок набраних в матчах між собою) та 2 кращі команди за турнірними показниками з тих, що посядуть другі місця у групах. Такі команди формують чвертьфінальні пари (стадія плей-оф)
| Група 1 | Група 2 | Група 3 |
| --- | --- | --- |
| - МФК «Житомир» (Житомир) - «Гірник» (Соснівка) - ФК «Луцьк» (Луцьк) - ФК «Малинськ» (с. Малинськ)                   | - «Поділля» (Хмельницький) - «Нива-В» (Вінниця) - ОДЕК (смт Оржів) - ФК «Волока» (с. Волока)                     | - «Тепловик Прикарпаття» (Івано-Франківськ) - ФК «Вінниця» (Вінниця) - «Нива» (Тернопіль) - «Агробізнес» (Волочиськ) |
| Група 4 | Група 5 | Група 6 |
| - «Чайка» (с. Петропавлівська Борщагівка) - «Єдність» (с. Плиски) - «Суднобудівник» (Миколаїв) - «Жемчужина» (Одеса) | - «Інгулець-2» (смт Петрове) - «Авангард» (Каховка) - ФК «Врадіївка» (смт Врадіївка) - «Таврія-Скіф» (с. Роздол) | - «Кривбас» (Кривий Ріг) - «Балкани» (с. Зоря) - «Колос» (с. Хлібодарівка) - «Металург» (Запоріжжя)                  |

## Перший етап

### Група 1
| Команда          | І | В | Н | П | МЗ | МП | РМ  | О  | Коментар |
| ---------------- | - | - | - | - | -- | -- | --- | -- | -------- |
| 1. ФК «Малинськ» | 6 | 4 | 1 | 1 | 13 | 8  | +5  | 13 | Плей-оф  |
| 2. «Гірник»      | 6 | 3 | 2 | 1 | 12 | 4  | +8  | 11 |          |
| 3. МФК «Житомир» | 6 | 3 | 1 | 2 | 6  | 5  | +1  | 10 |          |
| 4. ФК «Луцьк»    | 6 | 0 | 0 | 6 | 4  | 18 | −14 | 0  |          |

### Група 2
| Команда        | І | В | Н | П | МЗ | МП | РМ  | О  | Коментар |
| -------------- | - | - | - | - | -- | -- | --- | -- | -------- |
| 1. ОДЕК        | 6 | 5 | 1 | 0 | 18 | 1  | +17 | 16 | Плей-оф  |
| 2. «Нива-В»    | 6 | 2 | 2 | 2 | 5  | 5  | 0   | 8  |          |
| 3. ФК «Волока» | 6 | 2 | 0 | 4 | 4  | 10 | −6  | 6  |          |
| 4. «Поділля»   | 6 | 1 | 1 | 4 | 4  | 15 | −11 | 4  |          |

### Група 3
| Команда                   | І | В | Н | П | МЗ | МП | РМ | О  | Коментар |
| ------------------------- | - | - | - | - | -- | -- | -- | -- | -------- |
| 1. «Агробізнес»           | 6 | 3 | 2 | 1 | 10 | 3  | +7 | 11 | Плей-оф  |
| 2. «Нива» Т               | 6 | 1 | 4 | 1 | 4  | 3  | +1 | 7  |          |
| 3. ФК «Вінниця»           | 6 | 1 | 3 | 2 | 4  | 7  | −3 | 6  |          |
| 4. «Тепловик Прикарпаття» | 6 | 1 | 3 | 2 | 7  | 12 | −5 | 6  |          |

### Група 4
| Команда            | І | В | Н | П | МЗ | МП | РМ | О  | Коментар |
| ------------------ | - | - | - | - | -- | -- | -- | -- | -------- |
| 1. «Єдність»       | 6 | 4 | 1 | 1 | 14 | 6  | +8 | 13 | Плей-оф  |
| 2. «Жемчужина»     | 6 | 4 | 1 | 1 | 12 | 8  | +4 | 13 | Плей-оф  |
| 3. «Чайка»         | 6 | 1 | 2 | 3 | 5  | 10 | −5 | 5  |          |
| 4. «Суднобудівник» | 6 | 0 | 2 | 4 | 3  | 10 | −7 | 2  |          |

### Група 5
| Команда           | І | В | Н | П | МЗ | МП | РМ | О  | Коментар |
| ----------------- | - | - | - | - | -- | -- | -- | -- | -------- |
| 1. «Таврія-Скіф»  | 6 | 5 | 0 | 1 | 10 | 3  | +7 | 15 | Плей-оф  |
| 2. ФК «Врадіївка» | 6 | 4 | 1 | 1 | 11 | 5  | +6 | 13 | Плей-оф  |
| 3. «Інгулець-2»   | 6 | 1 | 1 | 4 | 4  | 11 | −7 | 4  |          |
| 4. «Авангард»     | 6 | 1 | 0 | 5 | 4  | 10 | −6 | 3  |          |

### Група 6
| Команда       | І | В | Н | П | МЗ | МП | РМ  | О  | Коментар |
| ------------- | - | - | - | - | -- | -- | --- | -- | -------- |
| 1. «Балкани»  | 6 | 5 | 0 | 1 | 19 | 6  | +13 | 15 | Плей-оф  |
| 2. «Колос»    | 6 | 3 | 1 | 2 | 14 | 9  | +5  | 10 |          |
| 3. «Металург» | 6 | 2 | 2 | 2 | 5  | 6  | −1  | 8  |          |
| 4. «Кривбас»  | 6 | 0 | 1 | 5 | 2  | 19 | −17 | 1  |          |

## Плей-оф

### 1/4 фіналу
Матчі відбулися 11-18 червня 2016 року.
| Команда 1     | Заг.    | Команда 2      | 1-й матч | 2-й матч |
| ------------- | ------- | -------------- | -------- | -------- |
| ФК «Малинськ» | 2:4     | «Агробізнес»   | 1:4      | 1:0      |
| ОДЕК          | 3:2     | «Єдність»      | 1:0      | 2:2      |
| «Жемчужина»   | 1:1 (ч) | ФК «Врадіївка» | 1:1      | 0:0      |
| «Таврія-Скіф» | 1:4     | «Балкани»      | 0:0      | 1:4      |

### 1/2 фіналу
Матчі відбулися 25-26 червня та 2 липня 2016 року.
| Команда 1 | Заг. | Команда 2      | 1-й матч | 2-й матч |
| --------- | ---- | -------------- | -------- | -------- |
| ОДЕК      | 0:3  | «Агробізнес»   | 0:1      | 0:2      |
| «Балкани» | 3:1  | ФК «Врадіївка» | 1:1      | 2:0      |

### Фінал
| 8 липня 2016 18:00 +25 °C |

| «Агробізнес» | 0:1      | «Балкани»      |
| ------------ | -------- | -------------- |
|              | Протокол | 104' О. Райчев |

| Уманьферммаш, Умань Глядачів: 1500 Арбітр: Владислав Дорош (Київ) |

| Чемпіон України з футболу серед аматорів 2016 |
| --------------------------------------------- |
| «Балкани» Вдруге                              |